# العوسجي الأعلى (بني ضبيان)

تعديل مصدري - تعديل

العوسجي الأعلى هي إحدى قرى عزلة بني ضبيان بمديرية بني ضبيان التابعة لمحافظة صنعاء، بلغ تعداد سكانها 94 نسمة حسب تعداد اليمن لعام 2004.